# Liste des évêques de Patti
La liste des 'évêques de Patti recense les évêques qui se sont succédé à la tête du diocèse de Patti, situé dans la province de Messine, en Sicile (Italie) :

## DuXIIeauXIVesiècle(évêques de Patti etLipari)
- Giovanni Ier (1131-1148)
- Alessandro (1152)
- Osberno (1153-1155)
- Liberto(Giliberto) (1156-1171)
- Pietro Ier (1171-1174)
- Dafferio(ou Afferio)  (1176-1177)
- Stefano (1180-1206)
- Anselmo (1208-1222)
- Giacomo I (1223-1225)
- Pagano (1228-1233)
- Pandolfo I (1234-1246)
- Filippo I (1247-1248)
- Filippo II (1250-1254)
- Matteo I (1254)
- Bartolomeo Ier Varellis (1254-1284)
- Pandolfo II (1285-1296)
- Giovanni II (1296-1320)
- Pietro II (1325-1342)
- Vincenzo (1342-1345)
- Pietro III (1345-1354)
- Saint Pierre Thomas (1354–1359)
- Giovanni III Graffeo  (1360-1368)
- Nicolò Ier (1368-1369)
- Francesco Ier (1369)
- Ubertino (1372-1392)
- Giovanni IV di Aragona (1392)
- Giovanni V Taust (1395)

## À partir duXVesiècle(évêques de Patti seulement)
- Francesco II Hermemir (1399-1400)
- Filippo III Ferrerio (de Ferrario) (1402-1407)
- Matteo II, (1409), par le antipape Benedict XIII
- Bernardo de Figueroa (1414)
- Matteo III (1415-1431)
- Antonio Ier Stabile (1431-1434)
- Giovanni VI de Iterbartolis (1435-1436)
- Giacomo II Porzio (1437-1449)
- Leonardo Goto (1450-1451)
- Domenico Xarach (1451)
- Corrado Caracciolo (1451-1478)
- Giovanni VII de Cortellis (1479)
- Giovanni VIII di Aragona (1481-1484)
- Giovanni IX Moles (1484)
- Giacomo III (1484)
- Giacomo IV Antonio (1484-1494)
- Giovanni X Marquet (1494-1499)
- Michele de Figueroa (1499-1516)
- Vincenzo Bettino (1518)
- Francesco Verreis (1518–1533)
- Arnaldo Albertin (1534–1544)
- Bartolomeo Sebastian de Aroitia (1549–1568)
- Antonio Maurino Rodríguez de Pazos y Figueroa (1569–1578)
- Gilberto Isfar y Corillas (1579–1600)
- Bonaventura Secusio (1601–1605)
- Juan de Rada, O.F.M. (1606–1609)
- Vincenzo Napoli (1609–1648)
- Ludovico Alfonso De Los Cameros (1652–1658)
- Ignazio D’Amico (1662–1666)
- Vincenzo Maffia (1671–1674)
- Antonio Bighetti (1677)
- Matteo Fazio (1682–1692)
- Giuseppe Migliaccio (1693–1698)
- Ettore Algaria (1703–1713)
- Pietro Galletti (1723–1729)
- Giacomo Bonanno (1734–1753)
- Girolamo Gravina (1754–1755)
- Carlo Mineo (1756–1771)
- Salvatore Pisano (1772–1781)
- Raimondo Moncada (1782–1813)
- Silvestro Todaro, O.F.M. Conv. (1816–1821)
- Niccolò Gatto (1823–1831)
- Giuseppe Saitta (1833–1838)
- Martino Orsino (1844–1860)
- Pietro Michelangelo Celesia, O.S.B. (1860–1871)
- Carlo Vittore Papardo (1871–1874)
- Giuseppe Maria Maragioglio, O.F.M. Cap. (1875–1890)
- Giovanni Privitera (1890–1902)
- Francesco Traina (1903–1911)
- Ferdinando Fiandaca (1912–1930)
- Antonio Anastasio Rossi (1930–1931)
- Antonio Mantiero (1932–1936)
- Angelo Ficarra (1936–1957)
- Giuseppe Pullano (1957–1977)
- Carmelo Ferraro (1978–1988)
- Ignazio Zambito (1989-2017)
- Guglielmo Giombanco (depuis 2017)

## Sources
- (it) I vescovi sur le site du diocèse
- (en) Fiche du diocèse sur catholic-hierarchy.org